# Johannes Früdden
Johannes Früdden (* 27. Februar 1851 auf Föhr; † 21. Januar 1919 in Oldsum, Föhr), (auch Johannis), war ein deutscher Windjammer-Kapitän der Hamburger Reederei F. Laeisz und Kap Hoornier.

## Herkunft
Johannes Früdden wuchs unter vielen Geschwistern im Elternhaus auf Föhr auf. Bereits unmittelbar nach der Konfirmation ging er wie viele seiner Alterskameraden nach Hamburg, um seine Seemannslaufbahn als Schiffsjunge an Bord der schnellen Frachtsegler einzuschlagen. Sein Schulheft aus dem Jahr 1878 von der Seefahrtsschule ist im Archiv der Ferring-Stiftung erhalten geblieben. Die folgenden Jahre führten ihn in fast alle Teile der Welt. Er wechselte des Öfteren sein Schiff, wie es damals üblich war.

## Seemännische Laufbahn

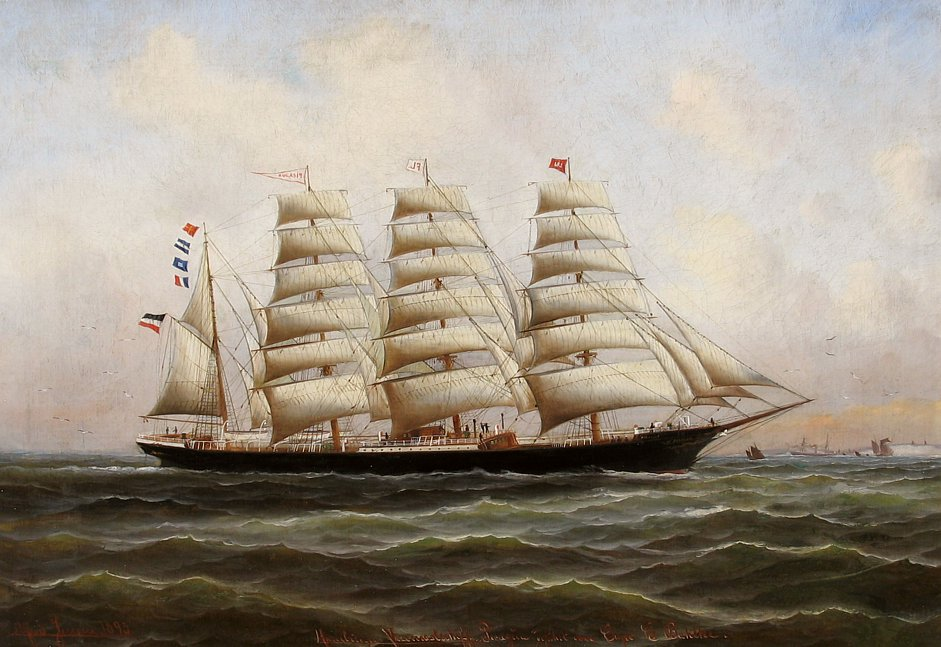
Jensen Hamburger Viermaster Pisagua 1893

Für die erste Chile-Reise 1884 benötigte die hölzerne Bark Parnass (RFNL) unter Kapitän Früdden für die Umrundung von Kap Hoorn nur 6 Tage und 20 Stunden. Weitere Kommandos auf neuen Schiffen der Reederei F. Laeisz folgten von der Jungfernfahrt 1889–1891 mit dem Vollschiff Parchim (RHQL) und 1892–1893 mit der Viermast-Bark Pisagua (RJPT). Er war für seine schnellen Fahrten als Kapitän bekannt und deshalb bekam er auch die größten Schiffe zugewiesen.

## An Land
Nach seiner Fahrenszeit kehrte er auf die Insel Föhr zur Familie zurück, wurde Landmann in Oldsum und dort auch Amtsvorsteher. Von 1900 bis 1902 war er auch Vorsitzender des Männergesangvereins Föhr-West. Neben anderen Ehrenämtern war er Beisitzer des Seeamtes Tönning.
Im Alter von 67 Jahren verstarb er 1919 in Oldsum. Seine Grabstelle ist noch heute auf dem Friedhof Süderende, neben vielen anderen Föhrer Seefahrern, zu sehen.